# Randy Niemann
Randal Harold Niemann (né le 15 novembre 1955 à Scotia, Californie, États-Unis) est un lanceur gaucher de baseball ayant joué dans les Ligues majeures de 1979 à 1987.
 

## Carrière de joueur
Randy Niemann est un choix de deuxième ronde des Yankees de New York dans la seconde phase du repêchage amateur en 1975. Il amorce sa carrière professionnelle en ligues mineures la même année dans l'organisation des Yankees et passe aux Astros de Houston le 15 juin 1977. C'est avec les Astros que Niemann fait ses débuts dans le baseball majeur le 20 mai 1979. À sa saison recrue, le lanceur gaucher dispute 26 parties, dont 7 comme lanceur partant. Il remporte trois victoires contre deux défaites avec une moyenne de points mérités de 3,76 en 67 manches lancées. Comme partant, il lance trois matchs complets dont deux blanchissages. Après seulement 3 parties jouées, il compte déjà deux parties complètes réussies contre Cincinnati et Philadelphie. Il joue 21 matchs, tous sauf un comme lanceur de relève, pour Houston en 1980. Il ne joue qu'en ligues mineures en 1981 avec un club-école des Astros. 
Le 9 septembre 1981, il est transféré aux Pirates de Pittsburgh pour compléter l'échange qui permit aux Astros d'acquérir le joueur d'avant-champ Phil Garner. Niemann évolue deux saisons pour les Pirates, sans grand succès puisque sa moyenne de points mérités s'élève à 6,24 en 28 matchs et 49 manches lancées au total en 1982 et 1983. Il fait un bref passage de 5 matchs chez les White Sox de Chicago en 1984. Échangé de nouveau, il apparaît dans quatre parties des Mets de New York en 1985 avant de s'aligner avec ce club sur une base plus fréquente en 1986. Il fait 31 présences au monticule, dont 30 comme releveur, et affiche une moyenne de points mérités de 3,79 en 35 manches et deux tiers. Il complète sa carrière en disputant ses 6 derniers matchs en 1987 chez les Twins du Minnesota.
Randy Niemann a joué 122 parties dans les Ligues majeures, soit 112 comme lanceur de relève et 10 comme partant. Sa moyenne de points mérités s'élève à 4,64 en 200 manches lancées. Il compte 7 victoires, 8 défaites, 3 sauvetages en relève, 3 matchs complets et 2 blanchissages comme partant, et 102 retraits sur des prises. Niemann n'a jamais joué une partie de séries éliminatoires mais a fait partie de deux équipes ayant remporté la Série mondiale : les Mets de 1986 et les Twins de 1987.

## Carrière d'entraîneur

### Mets de New York
À partir de 1988, Randy Niemann est instructeur dans l'organisation des Mets de New York, d'abord principalement en ligues mineures. Il y est notamment instructeur des lanceurs pour divers clubs-écoles et travaille aussi comme responsable de la remise en forme des lanceurs revenant au jeu après une blessure. Il fait trois séjours dans les majeures comme instructeur des Mets dans l'enclos des lanceurs de relève, du début 1997 à juin 1999, lors des saisons 2000 à 2002, puis en 2009 et 2010. Son deuxième séjour est durant la période où Bobby Valentine est manager des Mets.

### Red Sox de Boston
Après 24 années comme employé des Mets, il se joint aux Red Sox de Boston en janvier 2012 comme assistant à l'entraîneur des lanceurs Bob McClure, et retrouve Bobby Valentine, récemment nommé gérant pour Boston. Le 20 août, McClure est congédié par les Red Sox et remplacé par Niemann. À la fin de la saison, il quitte le personnel d'instructeurs des Sox et son rôle auprès des lanceurs est assumé par un nouveau venu dans l'organisation, Juan Nieves.